# Pauli Bekehrung (Hausen)

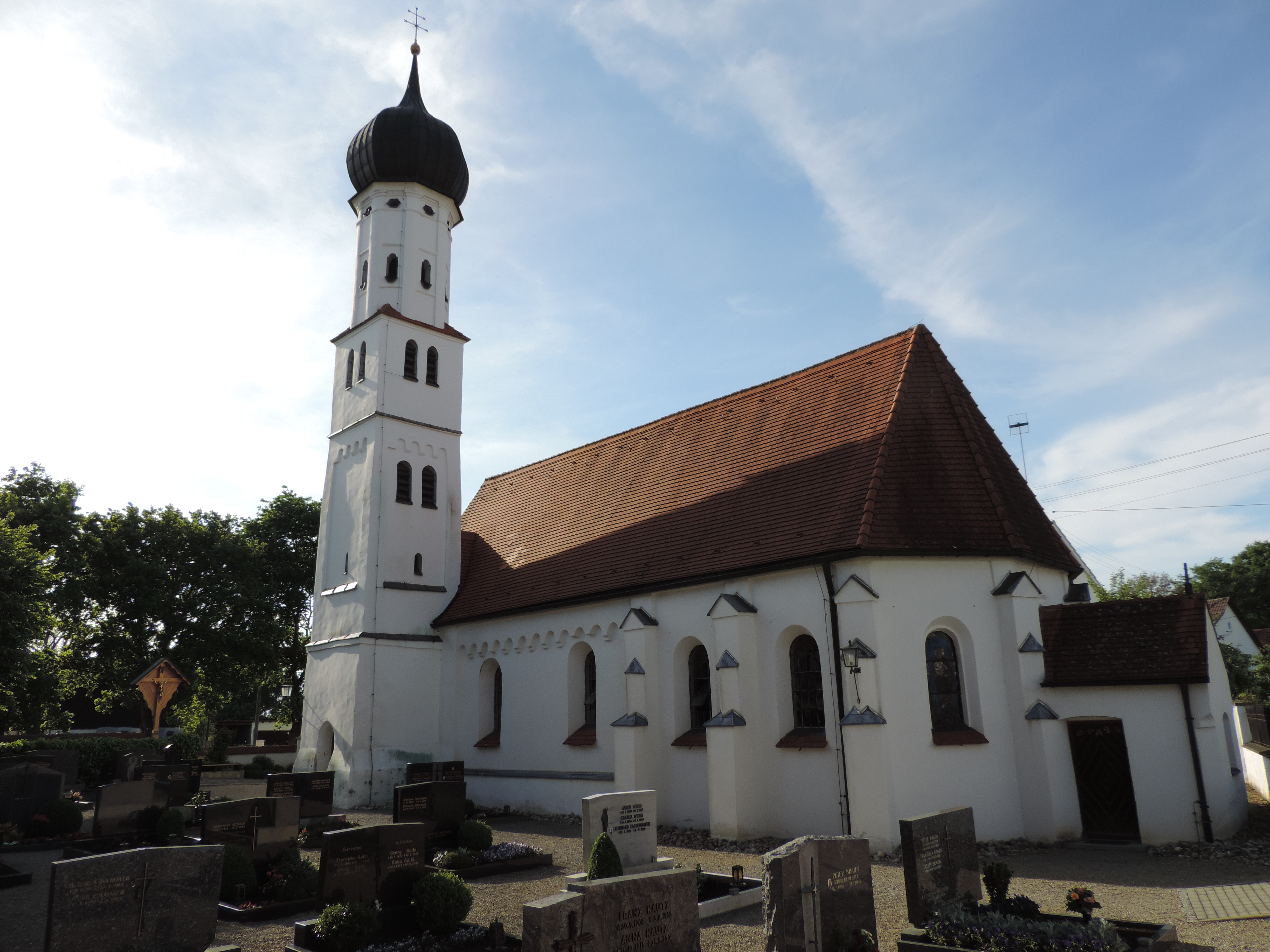
Pauli Bekehrung, 2014

Die römisch-katholische Filialkirche Pauli Bekehrung ist ein Baudenkmal in Hausen bei Aindling im Landkreis Aichach-Friedberg in Bayern.

## Geschichte
Das Langhaus und der Turmunterbau sind aus dem 13. Jahrhundert, wobei der Chor aus dem 15. Jahrhundert ist. Aus dieser Zeit stammt vermutlich auch das oberste quadratische Geschoss des Turms. Laut einer Jahreszahl am Chorschluss wurde der Turm 1681 vermutlich um Oktogon und Zwiebelhaube erhöht.

## Baubeschreibung
Bei der Kirche handelt es sich um einen flachgedeckten Saalbau mit dreiseitig geschlossenem Chor unter einer Stichkappentonne. Der Turm an der Südwestecke des Langhauses ist, genauso wie die Langhauswände, durch Rundbogenfriese gegliedert, teilweise mit Deutschem Band. Am Chor finden sich dreifach gestufte Strebepfeiler.

## Ausstattung
Der Hochaltar um 1769 ist von Johann Anton Wiest. Das Gemälde, welches die Bekehrung des Saulus darstellt, ist vermutlich von Ignaz Baldauf.